# Pliegues gulares
Los pliegues gulares son una adaptación exclusiva de las especies de cetáceos misticetos de la familia de los balenoptéridos, conocidas comúnmente como rorcuales, y que consisten en una serie de dobleces en la piel que se extienden por la zona ventral, desde la boca hasta el ombligo, 
Constituyen una adaptación que tiene como finalidad permitir aumentar el diámetro de la garganta, es decir, su superficie, cuando los rorcuales se alimentan, extendiéndose como un fuelle cuando el animal llena la boca de agua, materia orgánica y pequeños peces para luego, al plegarse, filtrar el alimento a través de las barbas.